# Lucas Vila
Lucas Martín Vila (Buenos Aires, 23 augustus 1986) is een Argentijns hockeyer.
Vila is een aanvallende hockeyer die sinds 2005 uitkomt voor de Argentijnse hockeyploeg, nadat hij tijdens het jeugd-WK in dat jaar in Rotterdam goed presteerde. Hij maakte onder meer deel uit van de selecties die deelnamen aan het WK hockey in 2006 en de Olympische Spelen 2012. In Nederland speelde Vila in de Hoofdklasse enkele seizoenen voor TMHC Tilburg.
Zijn broers Matías en Rodrigo zijn ook Argentijns international.

## Erelijst
- 2007 –  Champions Challenge in Boom
- 2016 –  Olympische Spelen in Rio de Janeiro

## Onderscheidingen
- 2012 – Beste speler Champions Challenge in Quilmes